# 50 Polowe Warsztaty Lotnicze
50 Polowe Warsztaty Lotnicze – jednostka logistyczna Wojsk Lotniczych i Obrony Powietrznej.

## Odznaka pamiątkowa
Odznakę o wymiarach 48x27 mm stanowi romb z biało-czerwoną szachownicą  w środku prawego boku obramowanego oksydowanym pióropuszem skrzydła husarskiego. Na górnym białym polu szachownicy – numer i inicjały jednostki 50 P W L. Na czerwonym, lewym polu – stylizowane skrzydła samolotu. Na dole odznaki nałożona stalowa pięcioboczna tarcza z czerwono-niebieskim herbem Słupska.
Odznakę zaprojektował Wojciech Sobisz, a wykonana została  w pracowni grawerskiej Piotra Olka w Warszawie.

## Dowódcy jednostki
- ppłk Józef Gaczyński (był w 1990-1991)
- ppłk Ryszard Wiśniewski (1991-